# Teoria clàssica de nucleació
La teoria clàssica de nucleació (TCN) és el model teòric més comú utilitzat per estudiar quantitativament la cinètica de nucleació.
La nucleació és el primer pas en la formació espontània d'una nova fase termodinàmica o estructura, començant des d'un estat de metaestabilitat. La cinètica de formació de la nova fase, sovint, és dominada per la nucleació, tal que el temps de nucleació determina quant temps trigarà la nova fase a aparèixer. Aquest temps de nucleació pot variar en ordres de magnitud, des de temps pràcticament menyspreables fins a temps molt grans, més enllà de les escales de temps de la durada dels experiments. Un dels objectius principals de la teoria clàssica de nucleació és explicar i quantificar aquesta gran variació.

## Descripció
El resultat central de la teoria de nucleació clàssica és una predicció per la freqüència de nucleació {\displaystyle R}, en unitats de (nombre d'esdeveniments)/(volum·temps). Per exemple, un valor de {\displaystyle R=1000\ {\text{m}}^{-3}{\text{s}}^{-1}}en un vapor sobresaturat correspondria a una mitjana de 1000 gotetes nucleant en un volum d'1 metre cúbic en 1 segon.
La predicció de TCN per {\displaystyle R} és
{\displaystyle R\ =\ N_{S}Zj\exp \left({\frac {-\Delta G^{*}}{k_{B}T}}\right)},
on
- {\textstyle \Delta G^{*}}és la barrera energètica que cal superar per a l'inici de formació de nuclis, i {\displaystyle k_{B}T} és l'energia tèrmica amb {\displaystyle T} com a temperatura absoluta i {\displaystyle k_{B}} la constant de Boltzmann.
- {\displaystyle N_{S}} és el nombre de llocs possibles a on es pugui formar un nucli.
- {\displaystyle j} és el ritme amb el qual les molècules s'afegeixen al nucli.
- {\displaystyle Z} és el factor de Zeldovich, el qual dona la probabilitat que un nucli al límit superior de la barrera formi una nova fase, en comptes de dissoldre's.

Aquesta expressió pel ritme pot ser pensada com el producte de dos factors: el primer, {\displaystyle N_{S}\exp \left(-\Delta G^{*}/k_{B}T\right)}, és el nombre de llocs de nucleació multiplicat per la probabilitat que un nucli de mida crítica hagi crescut al seu voltant. Pot ser interpretat com el nombre mitjà de nuclis formats instantàniament a la part superior de la barrera de nucleació. Les probabilitats i energies lliures, per definició, estan estretament relacionades. La probabilitat de formació d'un nucli en un dels possibles llocs és proporcional a {\displaystyle \exp[-\Delta G^{*}/kT]}. D'aquesta manera, si {\displaystyle \Delta G^{*}} és gran i positiu, la probabilitat de formació d'un nucli és molt baixa i la nucleació serà lenta. Aleshores, el número mitjà serà molt menor que 1, i.e., és probable que per a qualsevol temps cap dels llocs presenti un nucli.
El segon factor en l'expressió per la freqüència de nucleació és la part dinàmica, {\displaystyle Zj}. Aquí, {\displaystyle j} determina la freqüència de matèria incident i {\displaystyle Z} és la probabilitat que un nucli de mida crítica (en el màxim de la barrera d'energia) continuarà creixent i no es dissoldrà. El factor de Zeldovich s'extreu de l'assumpció que els nuclis a prop de la part superior de la barrera s'estan difonent de manera eficaç al llarg de l'eix radial. Per fluctuacions estadístiques, un nucli dalt de tot de la barrera pot créixer per difusió formant un nucli més gran que creixerà fins a una fase nova, o pot perdre molècules i encongir fins a desaparèixer. La probabilitat que un nucli continui creixement és {\textstyle Z}.

Tenint en compte la teoria cinètica dels gasos i assumint que hi ha la mateixa probabilitat de transició en cada direcció, és sabut que {\displaystyle x^{2}=2Dt}. Com {\textstyle Zj} determina la freqüència de salt, la fórmula anterior pot ser reescrita en termes del recorregut lliure mig i el temps lliure mig {\displaystyle \lambda ^{2}=2D\tau }. Consegüentment, es pot obtenir una relació de {\displaystyle Zj} en termes del coeficient de difusió
{\displaystyle Zj={\frac {1}{\tau }}={\frac {2D}{\lambda ^{2}}}}.
Es poden realitzar més consideracions de teoria cinètica per tal d'estudiar la seva dependència amb la temperatura. Per això, es pot introduir la relació d'Einstein-Stokes, sota la consideració d'una forma esfèrica
{\displaystyle D={\frac {k_{B}T}{6\pi \eta \lambda }}}, on {\displaystyle \eta } és la viscositat del material.
Considerant les darreres dues expressions, es veu com {\textstyle Zj} {\displaystyle \propto T}. Si {\textstyle T\approx T_{m}}, sent {\textstyle T_{m}} la temperatura de fusió, les partícules del sistema presenten una velocitat gran i, per tant, {\displaystyle Zj} augmenta. Alhora, {\displaystyle \Delta G^{*}}es fa gran, fent que, en global, {\textstyle {R}} disminueixi. Si {\textstyle T\ll T_{m}}, el sistema no té gaire mobilitat, de manera que {\displaystyle R} també disminueix.
Per veure com funciona això a la pràctica, podem veure un exemple. Sanz i els seus companys
, han utilitzat una simulació computacional per tal d'estimar totes les quantitats presents en l'equació superior per la nucleació de gel en aigua líquida. Ho varen fer per un model simple i aproximat d'aigua anomenat TIP4P/2005. Per un sotarefredament de 19.5 °C, i.e., 19.5 °C sota el punt de congelació de l'aigua en el seu model, estimen una barrera d'energia lliure per nucleació de gel de {\displaystyle \Delta G^{*}=275k_{B}T}. També calculen un ritme d'addició de molècules d'aigua a un nucli de gel a prop del capdamunt de la barrera de {\textstyle j=10^{11}\ {\text{s}}^{-1}} i un factor de Zeldovich {\displaystyle Z=10^{-3}}. El nombre de molècules d'aigua dins 1 m³ d'aigua és, aproximadament, {\textstyle 10^{28}}. Tot això deriva en un valor de {\textstyle R=10^{-83}\ {\text{s}}^{-1}}, és a dir, que un hauria d'esperar 1083s (1076 anys) de mitja per veure un únic nucli de gel formant-se dins 1 m³ d'aigua a -20 °C!
Això és una estimació del ritme de nucleació homogènia per un model d'aigua, no per aigua real — en experiments un no pot fer créixer nuclis d'aigua i no es pot determinar directament el valor de la barrera{\displaystyle \Delta G^{*}}, o els paràmetres dinàmics com {\displaystyle j}, per aigua real. Tanmateix, pot ser que, efectivament, la nucleació homogènia de gel a temperatures properes a -20 °C i superiors sigui extremadament lenta, de manera que sempre que l'aigua congeli a temperatures de -20 °C i superiors, serà conseqüència de nucleació heterogènia, i.e., el gel nuclea en contacte amb una superfície.

### Nucleació homogènia
La nucleació homogènia és molt menys comuna que la nucleació heterogènia. Tot i això, la nucleació homogènia és més fàcil d'entendre que no pas l'heterogènia, així que la manera més senzilla d'enetndre la nucleació heterogènia és començar per l'homogènia. Per tant, perfilarem el càlcul de TCN per la barrera de nucleació homogènia {\displaystyle \Delta G^{*}}.

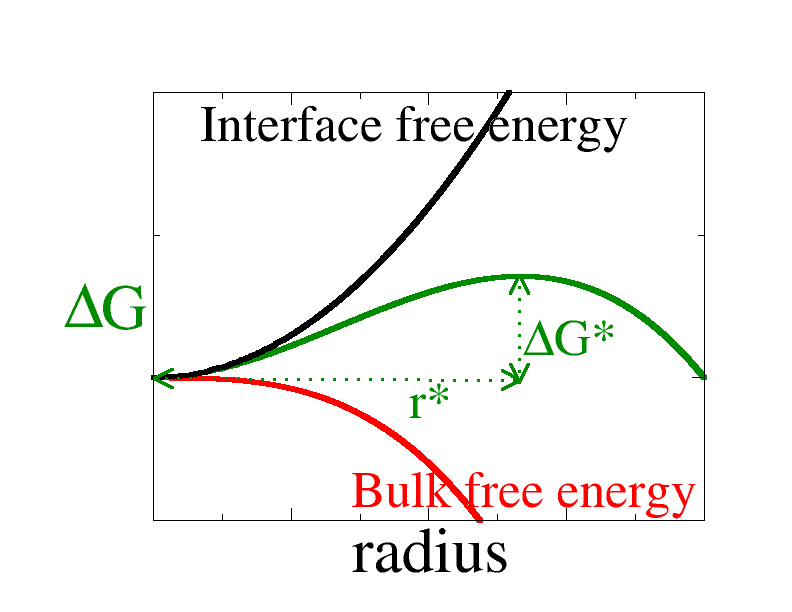
La corba verda és l'energia lliure total com a funció del radi. Aquesta energia lliure total és una suma de dos termes. El màxim d'aquesta corba correspon a la barrera d'energia lliure,, i al radi crític,. El primer és un terme de bulk (vermell). Aquest escala amb volum i és sempre negatiu. El segon terme és un terme interfacial (negre), el qual sempre és positiu i escala amb la superfície de l'àrea que forma la intercara.

Per entendre si la nucleació és ràpida o lenta, és necessari calcular {\displaystyle \Delta G(r)}. La teoria clàssica assumeix que fins i tot per un nucli microscòpic de la nova fase, podem escriure l'energia lliure d'una goteta {\displaystyle \Delta G} com la suma d'un terme de bulk que és proporcional al volum del nucli, i un terme de superfície, que és proporcional a la seva àrea de superfície
{\displaystyle \Delta G={\frac {4}{3}}\pi r^{3}\Delta g_{v}+4\pi r^{2}\sigma }
El primer terme és el terme de volum, assumint que el nucli és esfèric, és el volum d'una esfera de radi {\displaystyle r}.
{\displaystyle \Delta g_{v}} és la diferència en energia lliure per unitat de volum entre la nucleació de fase termodinàmica que està ocorrent dins, i la fase de fora. El segon terme ve de l'interfície a la superfície del nucli . {\displaystyle \sigma } és la tensió de superfície de l'interfície entre el nucli i el seu entorn, el qual és sempre positiu.
Per {\displaystyle r} petits, el segon terme de superfície domina i {\displaystyle \Delta G(r)>0}. L'energia lliure és la suma de termes de {\displaystyle r^{2}} i {\displaystyle r^{3}}. Ara els termes {\displaystyle r^{3}} varien més ràpidament amb {\displaystyle r} que el terme {\displaystyle r^{2}}, així el terme {\displaystyle r^{2}} domina i l'energia lliure és positiva mentre que per {\displaystyle r} gran, el terme {\displaystyle r^{3}}domina i l'energia lliure és negativa. Això es mostra en la figura a la dreta. Així a algun valor intermedi de {\displaystyle r}, l'energia lliure passa per un màxim, i la probabilitat de la formació d'un nucli passa per un mínim.
Hi ha un nucli amb la mida menys probable, i.e., el amb el valor més alt de {\displaystyle \Delta G}

on
{\displaystyle \left[{\frac {dG}{dr}}\right]_{r=r_{c}}=0\implies r_{c}={\frac {2\sigma }{|\Delta g_{v}|}}}
L'addició de molècules noves als nuclis més grans que el radi crític, {\displaystyle r_{c}}, disminueix l'energia lliure, així que aquests nuclis són més probables. La freqüència a la qual ocorre la nucleacio és limitada per, i.e., determinada per la probabilitat de formar el nucli crític. Aquesta només depén de l'energia lliure d'un nucli crític {\displaystyle \Delta G^{*}}, que és
{\displaystyle \Delta G^{*}={\frac {16\pi \sigma ^{3}}{3|\Delta g_{v}|^{2}}}}
Aquesta és la barrera d'energia que s'ha de véncer segons la TCN present a l'expressió de la {\displaystyle R} de dalt.
Des d'un punt de vista experimental, aquesta teoria garanteix el càlcul del radi crític a través de la dependència de {\displaystyle \Delta G} amb la temperatura. La variable {\displaystyle \Delta g_{v}} descrita prèviament pot ser expressada com
{\displaystyle \Delta G={\frac {\Delta H_{f}(T_{m}-T)}{T_{m}}}\implies \Delta g_{v}={\frac {\Delta H_{f}(T_{m}-T)}{V_{at}T_{m}}}}
on {\displaystyle T_{m}} és la temperatura de fusió (melting point) i {\textstyle H_{f}} és l'entalpia de formació del material. A més, el radi crític pot ser expressat com
{\displaystyle r_{c}\ =\ {\frac {2\sigma }{\Delta H_{f}}}{\frac {V_{at}T_{m}}{T_{m}-T}}\implies \Delta G^{*}={\frac {16\pi \sigma ^{3}}{3(\Delta H_{f})^{2}}}\left({\frac {V_{at}T_{m}}{T_{m}-T}}\right)^{2}}
revelant una dependència de la temperatura de reacció. Així mentre augmenta la temperatura prop de {\displaystyle T_{m}}, el radi crític augmentarà. El mateix passa quan es mou lluny del punt de fusió, el radi crític i l'energia lliure disminueixen.

### Nucleació heterogènia

Tres gotes en una superfície, il·lustrant angles de contacte en decreixement. L'angle de contacte que la superfície de la gota fa amb la superfície horitzontal sòlida disminueix d'esquerre a correcte.

Esquema que presenta tots els factors que afecten la nucleació heterogènia.

A diferència de la nucleació homogènia, la nucleació heterogènia ocorre en una superfície o impuresa. És molt més comú que la nucleació homogènia. Això és perquè la barrera de nucleació per nucleació heterogènia és molt més baixa que per nucleació homogènia. Per veure això, notem que la barrera de nucleació està determinada pel terme positiu en l'energia lliure {\displaystyle \Delta G}, el qual és proporcional a l'àrea de superfície exposada total d'un nucli. Per nucleació homogènia l'àrea de la superfície és simplement la d'una esfera. Per nucleació heterogènia, tanmateix, l'àrea de superfície és més petita, ja que part de la cara superficial del nucli s'ajusta a la superfície o impuresa sobre la qual s'està formant.
Hi ha diversos factors que determinen la reducció precisa en l'àrea de superfície exposada. Com es mostra al diagrama a l'esquerra, aquests factors inclouen la mida de la gota, l'angle de contacte, {\displaystyle \theta }, entre la gota i la superfície, i les interaccions a les interfases de les tres fases: líquid-sòlid, sòlid-vapor, i líquid-vapor.

L'energia lliure necessària per tenir nucleació heterogènia, {\displaystyle \Delta G^{het}}, és igual al producte de nucleació homogènia, {\displaystyle \Delta G^{hom}}, i una funció de l'angle de contacte, {\displaystyle f(\theta )}:
{\displaystyle \Delta G^{het}=f(\theta )\Delta G^{hom},\qquad f(\theta )={\frac {2-3\cos \theta +\cos ^{3}\theta }{4}}}
L'esquema a la dreta il·lustra la disminució en l'àrea de superfície exposada de la gota a mesura que l'angle de contacte disminueix. Desviacions d'una interfase plana disminueixen la superfície exposada encara més: existeixen expressions per aquesta reducció per superfícies geomètriques simples. A la pràctica, això significa que la nucleació tendirà a ocórrer en imperfeccions de superfície.

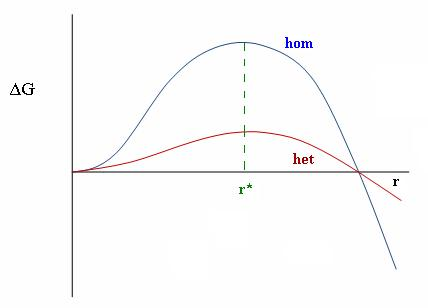
Diferència entre barreres d'energia

La teoria clàssica de nucleació fa algunes suposicions que limiten la seva aplicabilitat. Fonamentalment, en l'anomenada aproximació de capil·laritat que tracta l'interior de nucli com un fluid incompressible i adscriu a la superfície del nucli una tensió interfacial macroscòpic {\displaystyle \sigma }, fins i tot encara que no és obvi que tals propietats d'equilibri macroscòpiques s'apliquen a un nucli típic de 50 molècules. De fet, s'ha vist que la tensió superficial eficaç de gotes petites és menor a la del bulk líquid.
A més a més, la teoria clàssica suposa una restricció pel camí cinètic pel qual la nucleació succeix, assumint que els grups creixen o s'encongeixen, només per emissió/absorció d'una sola partícula. En realitat, la fusió i la fragmentació d'agrupacions senceres no poden ser excloses com a importants camins cinètics dins d'alguns sistemes. Particularment, en sistemes densos o prop del punt crític – on les agrupacions adquireixen una estructura estesa i ramificada – s'espera que el camí cinètic contribueixi significativament. El comportament prop del punt crític també suggereix l'error que pot suposar, com a mínim dins alguns casos, del tractament d'agrupacions purament esfèriques.
S'ha fet diversos intents per remeiar aquestes limitacions i altres per demostrar explícitament la comptabilitat de les propietats microscòpiques de les agrupacions. Tanmateix, la validesa d'aquests models està en constant debat. Una dificultat és la sensibilitat de l'índex de nucleació {\displaystyle R} a l'energia lliure {\displaystyle \Delta G^{*}}: fins i tot les discrepàncies petites en els paràmetres microscòpics poden dirigir a canvis enormes en l'índex de nucleació teòric. Això fa que les prediccions fetes a partir de principis siguin gairebé impossibles. En comptes d'això, els models han de complir directament les dades experimentals, limitant l'habilitat de demostrar la seva validesa fonamental.